# Zeche Im Rauendahl
Die Zeche Im Rauendahl war eine Steinkohlenzeche in Rauendahl, Hattingen. Sie bestand von 1952 bis 1957. Die größte Jahresförderung erreichte man 1954 mit 7708 t bei 29 Beschäftigten. Letzter Besitzer war die Gewerkschaft Hausbach, die auch die Zeche Flora und weitere Kleinzechen betrieb. Die Kleinzeche musste ihre Förderung zum 31. August 1957 einstellen, weil man feststellte, dass im Feld zuvor Kohleabbau durch ein anderes Bergwerk stattgefunden hatte.
Im 19. Jahrhundert gab es in diesem Bereich eine Zeche Rauendahl.